# Wet-Le Chapelier

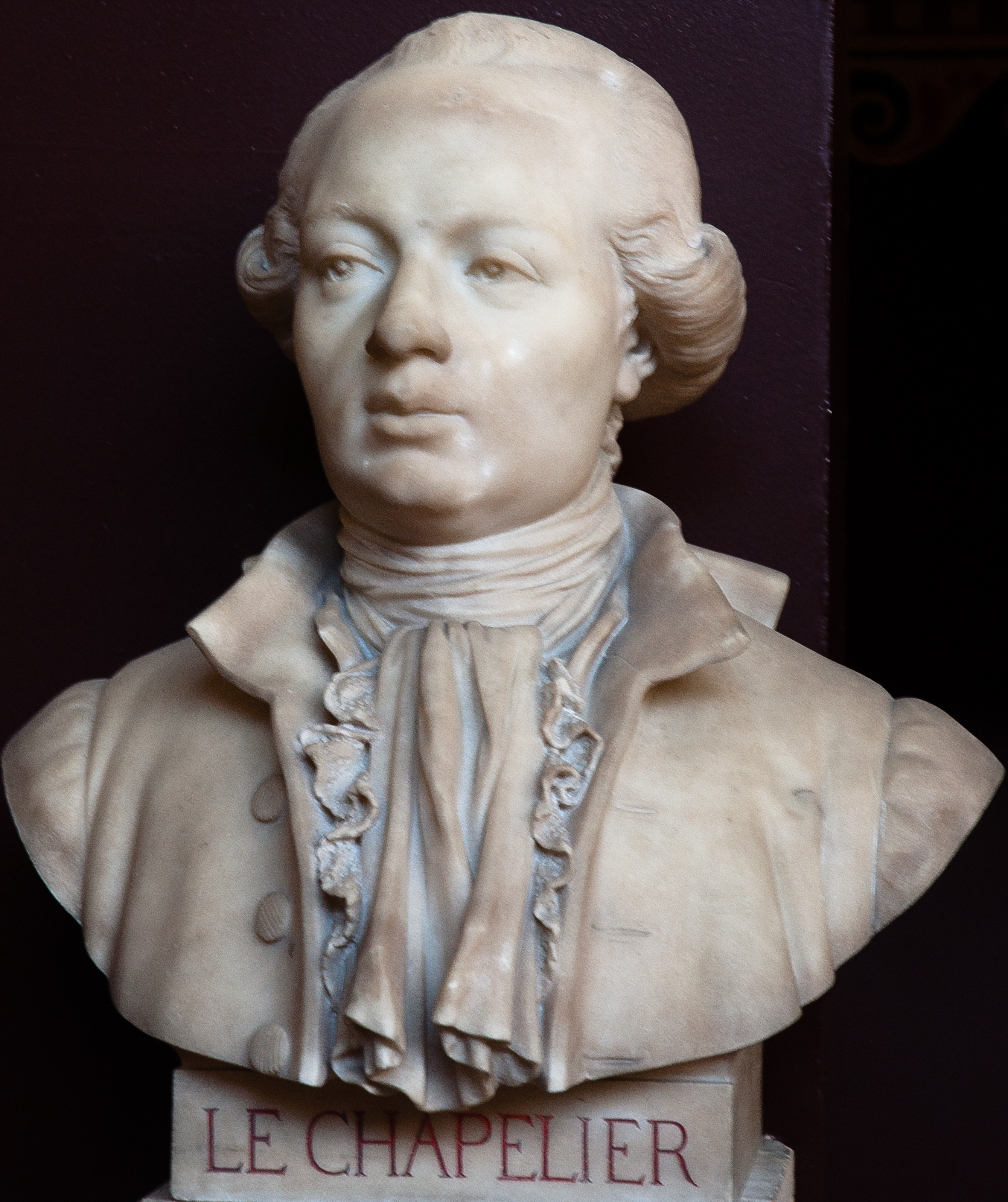
Isaac Le Chapelier

De Wet-Le Chapelier, naar de Bretoense advocaat en grondwetgever Isaac Le Chapelier, werd in het toenmalige Franse rijk afgekondigd op 14 juni 1791. Hij verbood beroepsmatige of sectoriële coalities, dat wil zeggen alle vormen van organisatie, afspraak en overleg tussen ondernemers en tussen werkers.
Enkele maanden eerder had het decreet d'Allarde van 2 maart 1791 de gilden en corporaties opgeheven en de vrijheid van ondernemen ingesteld: "Eenieder heeft de vrijheid om de handel, het beroep, de kunst of het ambacht uit te oefenen dat hem goed dunkt."
De Wet-Le Chapelier maakte deze opheffing permanent en schakelde elke vorm van intermediaire belangenverdediging in de economie uit. Tussen het individuele belang van de burger en het algemene belang van de staat mochten geen andere lichamen staan. Het verbod maakte ook verenigingen van boeren en arbeiders onmogelijk. Het impliceerde voorts een verbod op vakbonden en stakingen.
Steeds meer werd de wet gezien als een beperking van de vrijheid van vereniging. In België werd de Wet-Le Chapelier afgeschaft op 25 mei 1867 en vervangen door artikel 310 van het Strafwetboek.